# Alexandriner
Der Alexandriner ist ein in der französischen Literatur entwickeltes und von dort in andere Literaturen übernommenes Versmaß. In der deutschen Dichtung war er vor allem im Barockzeitalter gängig.
Es handelt sich im Deutschen um einen sechshebigen jambischen Reimvers mit je nach Versschluss 12 oder 13 Silben und einer Zäsur nach der sechsten Silbe, das heißt genau in der Mitte.
◡—◡—◡— ‖ ◡—◡—◡—(◡)
Der Versschluss – auch Kadenz genannt – kann männlich oder weiblich sein; im Allgemeinen wird der regelmäßige Wechsel von männlichen und weiblichen Versschlüssen angestrebt.
Ein Beispiel aus Es ist alles eitel von Andreas Gryphius:

Du si̱ehst, wohi̱n du si̱ehst,  ‖  nur E̱itelke̱it auf E̱rden.

Was di̱eser he̱ute ba̱ut,  ‖  reißt je̱ner mo̱rgen e̱in,

Wo je̱tzt noch Stä̱dte ste̱hn,  ‖  wird e̱ine Wi̱ese se̱in,

Auf de̱r ein Schä̱ferski̱nd  ‖  wird spi̱elen mi̱t den He̱rden.
Man unterscheidet besonders zwischen dem paargereimten heroischen Alexandriner, der den antiken Hexameter vertritt und bei dem häufig nach je vier Versen ein Sinneinschnitt zu spüren ist, und dem kreuzgereimten elegischen Alexandriner, der das antike elegische Distichon vertritt und für gewöhnlich in Strophen abgeteilt auftritt. Manchmal wird der Alexandriner irreführend auch als jambischer Hexameter bezeichnet – mit dem sechshebigen, antiken Hexameter, der aus mehreren Daktylen besteht, hat er jedoch in metrischer Hinsicht nichts zu tun.

## Französische Literatur
Der Alexandriner (vers alexandrin) erhielt seinen Namen von dem um 1180 verfassten Alexander-Roman, in dem er erstmals durchgehend verwendet wird. Zu einem gängigen Versmaß wurde er jedoch erst Jahrhunderte später.
Der französische Alexandriner zählt zwölf Silben bei männlicher bzw. 13 Silben bei weiblicher Kadenz, die zwölfte Silbe ist also immer betont. Durch eine obligatorische Zäsur nach der ebenfalls betonten sechsten Silbe zerfällt jede Zeile in zwei Halbverse (hémistiches). Ein sonstiger regelmäßiger innerer Rhythmus, zum Beispiel in Jamben, ist möglich, aber nicht verbindlich und wird auch nicht angestrebt. Dies sowie der Umstand, dass die betonte Silbe vor der Zäsur zwar immer ein Wort, nicht unbedingt aber auch eine Sinneinheit beendet, verleiht dem französischen Alexandriner einen flexiblen Sprechduktus.
Der Alexandriner stieg erst während der Renaissance zur vorherrschenden Versform auf und wurde nun in Lyrik, Epik und Dramatik verwendet. Die Stücke der französischen Klassiker des 17. Jahrhunderts, zum Beispiel Pierre Corneilles, Racines oder (zumindest teilweise) Molières sind in paarweise gereimten Alexandrinern verfasst. Ebenso die meisten Stücke z. B. Voltaires im 18. Jahrhundert und noch Victor Hugos in der ersten Hälfte des 19. Jh. Auch in der Lyrik, zum Beispiel bei den ihn erneuernden Symbolisten Charles Baudelaire, Arthur Rimbaud oder Stéphane Mallarmé, dominiert er bis weit ins 19. Jahrhundert hinein.
Heute ist er historisch und wirkt bei eventueller Verwendung antiquiert und komisch. So zum Beispiel, wenn in dem französischen Comic Asterix und Kleopatra ein Einwohner von Alexandria den gallischen Druiden Miraculix mit den Worten begrüßt: „Je suis, mon cher ami, / très heureux de te voir.“ und Miraculix seinen Freunden erklärt: „C’est un alexandrin!“ („Ich bin, mein lieber Freund, / sehr glücklich, Dich zu sehen.“ – „Das ist ein Alexandriner!“)

## Deutsche Literatur
Im 17. Jahrhundert drang der Alexandriner aus der damals maßgebenden französischen Literatur nach Deutschland vor. In der von Martin Opitz geprägten Form wurde er in der Dichtung des Barock, vor allem im barocken Sonett, zur herrschenden Versform. Andreas Gryphius benutzte ihn mit großer Meisterschaft in seinen Sonetten, aber zum Teil auch in den dramatischen Dichtungen.
Der Alexandriner eignet sich besonders zum prägnanten Formulieren von Paradoxen oder Antithesen, etwa in Sinnsprüchen und Epigrammen. Man bezeichnet einen aus einem Alexandriner-Reimpaar bestehenden Zweizeiler als Alexandrinercouplet. Dieses war in der Epigramm- und Spruchdichtung des Barock die dominierende Form und wurde besonders von Angelus Silesius vielfach verwendet, war aber auch bei Opitz, Gryphius und Czepko beliebt. Ein Beispiel aus Der cherubinische Wandersmann von Angelus Silesius:
Blüh auf, gefrorner Christ, der Mai ist vor der Tür:
Du bleibest ewig tot, blühst du nicht jetzt und hier.
Auch in der Dichtung der Aufklärung und der Anakreontik wurde der Alexandriner häufig verwendet. Goethe verfasste seine frühen Komödien in diesem Versmaß; in seiner Übertragung von Voltaires Stück Mahomet ersetzte er es jedoch durch den Blankvers. Diesbezüglich schrieb ihm Schiller:

„Die Eigenschaft des Alexandriners, sich in zwei gleiche Hälften zu trennen, und die Natur des Reims, aus zwei Alexandrinern ein Couplet zu machen, bestimmen nicht bloß die ganze Sprache, sie bestimmen auch den inneren Geist dieser Stücke, die Charaktere, die Gesinnung, das Betragen der Personen. Alles stellt sich dadurch unter die Regel des Gegensatzes, und wie die Geige des Musikanten die Bewegungen der Tänzer leitet, so auch die zweischenklige Natur des Alexandriners die Bewegungen des Gemüts und der Gedanken. Der Verstand wird ununterbrochen aufgefordert und jedes Gefühl, jeder Gedanke in dieser Form wie in das Bette des Prokrustes gezwängt.“

In der Epoche des Sturm und Drang und unter dem Einfluss der Kritik Lessings am französischen Theater wurde die Tendenz des deutschen Alexandriners zur Monotonie und zum Gekünstelten als negativ empfunden. Er wurde in der dramatischen Dichtung der Weimarer Klassik und der Zeit danach von dem aus England kommenden, freieren und dynamischeren Blankvers abgelöst.
In der Tat geht der flexible Rhythmus des französischen Alexandriners im Deutschen leicht verloren. Deshalb haben erfahrene Übersetzer – wie Paul Celan in seiner Nachdichtung von Rimbauds berühmtem Langgedicht Das trunkene Schiff (Le Bateau ivre) – den Vers durch eine zusätzliche, unbetonte Silbe vor der Zäsur ergänzt:
Hinab glitt ich die Flüs-se,  ‖  von träger Flut getragen,
da fühlte ich: es zo-gen  ‖  die Treidler mich nicht mehr […]
Comme je descendais  ‖  des fleuves impassibles,
Je ne me sentis plus  ‖  guidé par les haleurs […]
Hans Magnus Enzensberger befand 1979 anlässlich seiner Übersetzung von Molieres Menschenfeind, „daß der Alexandriner im Deutschen nicht für das Theater taugt. […] Das hat nicht nur Gründe, die in der Tradition liegen; es hängt mit der syntaktischen Struktur unserer Sprache zusammen, die sich den Symmetrieforderungen dieses Versmaßes widersetzt.“ Enzensberger benutzte in seiner Übersetzung „eine Hebung weniger, und der geschraubte, angestrengte Ton verschwindet fast von selber.“

## Andere Literaturen
In der englischen Literatur spielt der Alexandriner eine untergeordnete Rolle. Michael Drayton benutzte ihn in seinem umfangreichen Werk Poly-Olbion (1613–1622). Chapman verwendete ihn zwar in seiner Übertragung von Homers Ilias (1611), wechselte aber für die der Odyssee (1614–15) zu dem flexibleren heroic verse, einem reimenden jambischen Fünfheber.
In der spanischsprachigen Literatur bezeichnet der Name alejandrino einen Vers aus vierzehn metrischen Silben mit einer Zäsur nach der siebenten Silbe und einer Betonung, die in der Regel auf die 6. und 13. Silbe, also die jeweils vorletzte Silbe eines Hemistichions fällt, während Betonungen anderer Silben variieren. Der Alexandriner französischer Prägung tritt nur vereinzelt auf, so z. B. bei Tomás de Iriarte oder Gabriela Mistral.
In der italienischen Literatur, wo der zehn- oder elfsilbige jambische Fünfheber (Endecasillabo) vorherrschte, fand der Alexandriner im XIII. Jhd. aus der Provence Eingang in die Dichtung der nahegelegenen Lombardei und breitete sich rasch bis nach Süden aus, wo er insbesondere bei Dichtern der Sizilianischen Dichterschule Verwendung fand, so z. B. bei Cielo d’Alcamo. Danach spielte er über Jahrhunderte keine Rolle mehr, bis er im XVII. Jhd. von Pier Jacopo Martello aufgegriffen wurde, dessen Name so stark mit dem Alexandriner verknüpft ist, dass verso martelliano zur Alternativbezeichnung des verso alessandrino wurde. Er findet sich danach häufig bei Goldoni in dessen Dramen so wie später bei diversen Dichtern des 19. und 20. Jahrhunderts bis hin zu Eugenio Montale.

## Verbindung mit anderen Versen
Der Alexandriner kann mit anderen Versarten sowohl im strophischen Zusammenhang als auch im freien Wechsel gebraucht werden.
Ein Beispiel für die strophische Nutzung ist die von Edmund Spenser in dem Versepos The Faerie Queene (1589–1596) verwendete Spenserstrophe (Spenserian stanza), die mit einem Alexandriner schließt und so einen getragenen und feierlichen Ausklang gewinnt. Auch Lord Byrons Versepos Childe Harolds Pilgerfahrt ist in Spenserstrophen geschrieben. In seinem Essay on Criticism (1711) spottet Alexander Pope: „A needless Alexandrine ends the song, That, like a wounded snake, / drags its slow length along.“
Der freie Wechsel mit anderen Versen tritt in der deutschen Dichtung des 18. Jahrhunderts häufig in erzählenden Gedichten auf. Vier Beispielverse aus Christoph Martin Wielands Musarion:

Belustigt an dem hohen Schwung,

Den unser Doktor nahm, stellt sich die schlaue Schöne,

Als ob vor Hörenslust und vor Bewunderung

Ihr Busen sich in seinen Fesseln dehne.
Auf einen vierhebigen Vers folgen zwei sechshebige Alexandriner und ein fünfhebiger Vers commun mit dem kennzeichnenden Einschnitt nach der vierten Silbe. Diesen Wechsel zwischen Vierheber ohne feste Zäsur, Vers commun und Alexandriner weisen auch viele andere Texte auf, zum Beispiel spöttisch Faustin (Gotthold Ephraim Lessing), gedanklich Der Metaphysiker (Friedrich Schiller), gedämpft-verhalten Auf das Bildnis einer Dulderin (Christian Adolph Overbeck).